# 長岡インターチェンジ
長岡インターチェンジ（ながおかインターチェンジ）は、新潟県長岡市上除町にある関越自動車道のインターチェンジである。
東日本高速道路株式会社新潟支社長岡管理事務所が供設されている。

## 歴史
- 1978年（昭和53年）9月21日 - 新潟黒埼IC（現在の黒埼IC） - 当IC間の開通に伴い[1][4][5][6]、供用開始[1]。
- 1982年（昭和57年）3月30日 - 当IC - 越後川口IC間が開通[4]。

## 道路
- E17 関越自動車道（21番）

直接接続
- 国道8号（長岡バイパス）
- 新潟県道86号長岡インター線

本線にはトランペット型で接続されているが、料金所から一般道には2つの路線が接続されているため特に県道への接続部が複雑になっている。なお開通当初の接続道路は国道8号のみであり、県道は未開通だった。

## 料金所
- ブース数：9

### 入口
- ブース数：3
  - ETC専用：1
  - ETC・一般：1
  - 一般：1

### 出口
- ブース数：5
  - ETC専用：2
  - 一般：3（うち1つは精算機設置）

## 長岡バスストップ
IC内、料金所外にある高速バス停留所。国道8号長岡バイパスの上り車線（長岡市街・川崎IC方面）に面してロータリーが設けられている。本停留所に停車する越後交通と新潟交通の高速バスは、隣接する長岡バイパスに設置されている一般路線バスの停留所名に倣い、旅客案内上は「長岡インター」(停留所)として案内している。

### 県外線
三条発は乗車のみ、堺発は降車のみ扱う。
- 堺・なんば・京都 - 柏崎・長岡・三条線

西山BS - 長岡BS - 長岡駅（東口）

### 県内線
降車のみの扱い。
- 【ときライナー】Ｎ 長岡線（長生橋経由）

西長岡 - 長岡BS - 長岡北BS
※長岡駅前行きはIC内の本停留所に停車するが、新潟行きは長岡バイパス上り車線上にある一般路線バスの「長岡インター」停留所に停車し、乗車扱いを行う。

## 周辺
IC南側では、開通に前後して「長岡新産業センター」（長岡ニュータウン才津地区）が整備されている。なお、この新産業センターとICとの間の区画は「日越土地区画整理事業」として1988年から整備されたものである。

## 隣
E17 関越自動車道
(20)小千谷IC - 山谷PA - (20-1)長岡南越路SIC - (21)長岡IC - (37)長岡JCT